# Весільна змія-нимфа
Весільна змія-нимфа (Dryocalamus nympha) — неотруйна змія з роду Весільна змія родини вужеві.

## Опис
Загальна довжина коливається від 30 до 50 см. Голова невелика, сплощена, закруглена. Тулуб дуже тонкий, стрункий, короткий з 13 рядками луски. Є 1 розділений анальний щиток, 1 нерозділений носовий щиток. Хвіст довгий.
Забарвлення спини темно—коричневе з 35—50 косими білими або жовтими лініями від голови до кінця хвоста. Ці смуги стають ширшими в області черева. На шиї є жовті плями. Верхньогубні щитки білого кольору. Черево кремового або жовтого кольору.

## Спосіб життя
Полюбляє низини, вологі та сухі тропічні ліси. Більшу частину життя проводить на деревах. Активна вночі. Живиться сцинками, геконами, жабами, яйцями рептилій.
Це яйцекладна змія. Самиця відкладає до 5 яєць

## Розповсюдження
Мешкає на заході Індії та о.Шрі-Ланка.